# پاتریسیا ریگن
پاتریسیا ریگن (اسپانیایی: Patricia Riggen‎؛ زادهٔ ۲ ژوئن ۱۹۷۰) کارگردان فیلم و فیلم‌نامه‌نویس اهل ایالات متحده آمریکا است. وی از سال ۱۹۹۷ میلادی تاکنون مشغول فعالیت بوده‌است.
از گزیده آثار کارگردانی او می‌توان به فیلم‌های دختر در حال پیشرفت (۲۰۱۲)، ۳۳ (۲۰۱۵)، معجزه‌هایی از بهشت (۲۰۱۶) و جی۲۰ (۲۰۲۵) اشاره کرد.